# Ministerialgebäude (Wiesbaden)

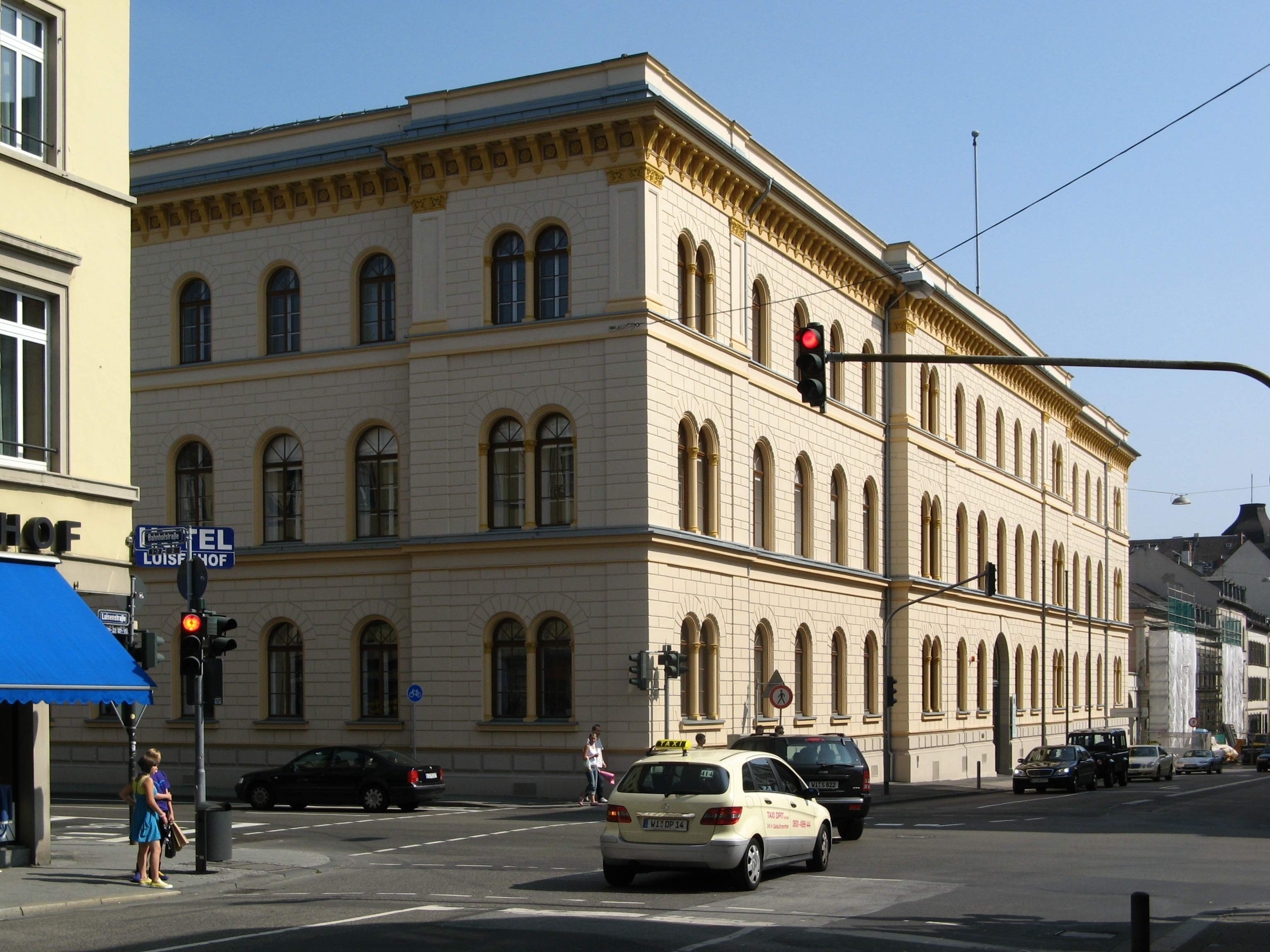
Ministerialgebäude Wiesbaden

Das Ministerialgebäude in Wiesbaden ist ein 1838 bis 1842 von Carl Boos errichtetes klassizistisches Bauwerk, das seit 1968 das Hessische Ministerium der Justiz beherbergt. Es befindet sich an der Ecke Bahnhofstraße/Luisenstraße und wurde gleichzeitig mit dem herzoglich-nassauischen Stadtschloss am Schlossplatz erbaut.

## Das Nassauische Ministerialgebäude
Da das neue Stadtschloss im Herzen der nassauischen Residenzstadt nur als Wohnort für den Herzog dienen sollte, sollte für die Staatsbediensteten, die vorher mit im Biebricher Schloss untergebracht waren, ein eigenes Gebäude entstehen. Neben der Regierung des Herzogtums Nassau nutzten ab 1844 auch die Landstände des Herzogtums Nassau das Haus.
Dafür erwarb Herzog Wilhelm das besagte Grundstück des Staatsministers Ernst Franz Ludwig Marschall von Bieberstein nach dessen Tod in den 1830er Jahren. Aus dem anstehenden Architektenwettbewerb für den Neubau ging der noch junge Carl Boos als Sieger hervor, der später auch die Wiesbadener Marktkirche bauen sollte. Er entwarf ein Gebäude, das sich stark an der florentiner Renaissance orientierte. Ob er dabei die florentiner Originale, wie den 1444 bis 1452 entstandenen Palazzo Medici Riccardi, als Vorbild nahm oder die fast gleichzeitig mit dem Ministerialgebäude entstandenen Münchener Kopien, wie den Kopfbau der Residenz (1826–1835) oder die Bayerische Staatsbibliothek (1832–1843), ist unbekannt.
Die Arbeiten an der dreiflügeligen Anlage begannen 1838; die Fertigstellung zögerte sich jedoch aufgrund des gleichzeitigen Baus des Schlosses bis 1842 hinaus. Das Gebäude besteht aus drei gleich hohen Geschossen mit einem weit auskragenden Traufgesims. Die Fassade im „Rundbogenstil“, wie es damals hieß, gliedert sich deutlich in die drei Stockwerke und weist damit eine starke Horizontalorientierung auf.
1854 brannte der Bau aus. Der Architekt Philipp Hoffmann stellte die Inneneinrichtung im reichen pompejianischen Stil wieder her, welchen er bei seiner Italienreise 1834 studiert und den er auch schon beim Stadtschloss verwirklicht hatte. Vor allem der ehemalige Thronsaal ist sehenswert.
Nach der Annexion Nassaus durch Preußen nach dem Deutschen Krieg 1866 wurde die nassauische Regierung durch die preußische Verwaltung in Form des Regierungspräsidenten für den Regierungsbezirk Wiesbaden abgelöst. Dessen Verwaltung war ebenfalls in dem Ministerialgebäude untergebracht. Nach dem Ersten Weltkrieg nahmen die Französischen Besatzungstruppen das Gebäude in Besitz, bis diese 1925 abgezogen wurden und die Beamten des Regierungspräsidiums wieder einzogen.
1928 erhielt der Bau einen rückwärtigen vierten Flügel als Erweiterung, der sich an der Architektur des Altbaus orientierte, jedoch gegenüber diesem bei gleicher Traufhöhe ein Stockwerk mehr hatte.
Im Zweiten Weltkrieg wurde das Gebäude nicht beschädigt. Nach Kriegsende übernahmen zunächst die Amerikaner das Regierungsgebäude. Bis 1953 beherbergte es das Oberkommando der amerikanischen Luftwaffe in Europa und ab 1954 das hessische Innenministerium, bevor dieses 1968 in einen Neubau in der Nähe des Hauptbahnhofs zog. Seitdem ist der Bau Sitz des hessischen Justizministeriums.